# Josias Braun-Blanquet
Pour les articles homonymes, voir Blanquet et Braun.
Josias Braun (né le 3 août 1884 à Coire et mort le 20 septembre 1980 à Montpellier) connu sous le nom de Josias Braun-Blanquet, est un botaniste suisse, fondateur de la Station internationale de géobotanique méditerranéenne et alpine (SIGMA) de Montpellier, père de la phytosociologie sigmatiste.

## Biographie
Josias Braun est né le 3 août 1884 à Coire dans le canton des Grisons ; sous la pression familiale, il commence une carrière d'employé de banque, tout en consacrant ses loisirs à l'étude de la flore des Alpes. La qualité de ses travaux lui permet d'obtenir grâce à Eduard August Rübel, un poste de privat-docent à l'École polytechnique fédérale de Zurich, mais faute de titre universitaire, il ne peut faire carrière en Suisse dans l'enseignement ou la recherche en botanique. Il quitte alors son pays natal pour s'établir en France, dans l'Hérault, à Montpellier, où il rencontre Gabrielle Blanquet, qui deviendra son épouse et dont il ajoutera le nom au sien, en signant dorénavant ses travaux « Josias Braun-Blanquet ».
Sous l'égide des professeurs Flahault et Pavillard, il entreprend une thèse de doctorat sur la végétation des Cévennes méridionales, qu'il présente en 1915. En 1930, il fonde la Station internationale de géobotanique méditerranéenne et alpine de Montpellier et en devient le directeur. En 1948, il commence à éditer la revue Vegetatio, qui deviendra rapidement la tribune internationale de la géobotanique.
Ses travaux sont reconnus avec la médaille d'or de la Société linnéenne de Londres en 1974.
Son épouse, Gabrielle a régulièrement participé à ses travaux ; elle a également signé ou cosigné quelques contributions botaniques. Après son décès en 1966, leur fille, le docteur Mireille Braun-Blanquet, prendra le relais auprès de son père devenu sourd et très diminué par la vieillesse. Josias Braun-Blanquet est mort le 20 septembre 1980 à Montpellier. La propriété familiale à Montpellier, la villa Sainte-Christine, sera léguée par Mireille à l'Institut du Christ Roi Souverain Prêtre.

## Œuvre
Se consacrant particulièrement à la phytosociologie - elle-même en tête de la phytoécologie européenne -, il publie à 44 ans (1928) son Pflanzensoziologie qui le pose comme joueur principal et fait de l'école franco-allemande Montpellier-Zurich le principal meneur dans ce domaine. Son influence amène une focalisation sur les patterns plutôt que les processus, sur les types d'espèces plutôt que les types de formes (voir August Grisebach), et par extension sur une classification des unités basées sur la composition de la couverture végétale et seulement cela.
Il fait notamment paraître :
- L'Origine et le développement des flores dans le Massif central de France, avec aperçu sur les migrations des flores dans l'Europe sud-occidentale (imprimerie A. Rey, Lyon ; Léon Lhomme, Paris ; Beer et Cie, éditeurs, Schlüsselgasse, Zurich, 1923).
- Études phytosociologiques en Auvergne (imprimerie de G. Mont-Louis, Clermont-Ferrand, 1926).
- Catalogue de la flore du Massif de l'Aigoual et des contrées limitrophes (Société d'Étude des Sciences Naturelles de Nîmes, communication n° 20, 1933).
- Avec Gabriel Tallon et Stjepan Horvati (1899-1975), Comité international du Prodrome phytosociologique. Prodrome des groupements végétaux. ″Prodromus der Pflanzengesellschaften″. Fasc. 1. ″Ammophiletalia″ et ″Salicornietalia″ méditerranéen (Mari-Lavit, Montpellier, 1934).
- Helmut Meier, Comité international du Prodrome phytosociologique. Prodrome des groupements végétaux. ″Prodromus der Pflanzengesellschaften″. Fasc. 2. Classe des asplenietales rupestres, groupements rupicoles (Mari-Lavit, Montpellier, 1934).
- La Forêt d'yeuse languedocienne (Quercion illicis), monographie phytosociologique (Mari-Lavit, Montpellier, 1936).
- Avec Wacław Gajewski (1911-1997), M. Wraber, J. Walas Comité international du Prodrome phytosociologique. Prodrome des groupements végétaux. ″Prodromus der Pflanzengesellschaften″. Fasc. 3. Classe des ″Rudereto secalinetales″, groupements messicoles, culturaux et nitrophiles-rudérales du cercle de végétation méditerranéen (Mari-Lavit, Montpellier, 1936).
- Avec M. Moor Comité international du Prodrome phytosociologique. Prodromus der Pflanzengesellschaften. ″Prodrome des groupements végétaux″. Fasz. 5. Verband des ″Bromion erecti″ (1938).
- Avec J. Vlieger et G. Sissingh Comité international du Prodrome phytosociologique. ″Prodromus der Pflanzengesellschaften″. Prodrome des groupements végétaux. ″Fasz. 6. Klasse der Vaccinio-Piceetea, Nadelholz-und Vaccinienheiden (1939).
- Avec René Molinier (1899-1975) et H. Wagner Comité international du prodrome phytosociologique. Prodrome des groupements végétaux. Prodromus der Pflanzengesellschaften. Fasc. 7. Classe cisto-lavanduletea (landes siliceuses à cistes et lavandes) (Station internationale de géobotanique méditerranéenne et alpine, Montpellier, 1940).
- 1. La Station internat. de géobotanique méditerranéenne et alpine en 1941-43. 2. Sur l'importance pratique d'une carte détaillée des associations végétales de la France (Imprimerie de la Charité, Montpellier, 1944).
- Avec R. Molinier, Marie Louis Emberger (1897-1969) Instructions pour l'établissement de la carte des groupements végétaux (Centre national de la recherche scientifique, 1947).
- La Végétation alpine des Pyrénées Orientales, étude de phyto-sociologie comparée (Monografías de la Estación de Estudios Pirenaicos y del Instituto Español de Edafología, Ecología y Fisiología Vegetal, 9 (Bot. 1). Consejo Superior de Investigaciones Científicas, Barcelona, 1948).
- La végétation de l'étage alpin des Pyrénées orientales comparée à celle des Alpes (El noticiero, Saragosse, 1950).
- Les groupements végétaux de la France méditerranéenne (imprimerie de Macabet frères, Vaison-la-Romaine, 1952).
- Pflanzensoziologie : Grundzüge der Vegetationskunde (Springer, Vienne, 1964).
- Las comunidades vegetales de la depresión del Ebro y su dinamismo, con Oriol de Bolòs (Ayuntamiento de Zaragoza, 1987).

### Autres publications
- Essai sur les notions d'« élément » et de « territoire » phytogéographiques. Zeitschrift: Archives des sciences physiques et naturelles, Band (Jahr):1 (1919) (lien).
- avec A Thellung : Observations sur la végétation et sur la flore des environs de Zermatt. Bulletin de la Murithienne, 1919 (lien).

## Postérité
Alchemilla braun-blanquetii, une espèce d’alchémille connue d’une seule station dans les Monts Tatras en Pologne, a été nommée en son honneur,.

## Prix Braun-Blanquet
Mireille Braun, à la fin de sa vie, a légué la villa Sainte-Christine, à Montpellier, à l'Institut du Christ Roi Souverain Prêtre, une des conditions étant la création d'un prix destiné à récompenser la recherche botanique. L'Institut a donc créé la Fondation Josias Braun-Blanquet à Genève, 27 août 1998, avec nouveaux statuts le 5 juin 2009. Cette fondation est dirigée par un Conseil de Fondation dont les membres font obligatoirement partie de l'Association des Amis de l'Institut du Christ Roi Souverain Prêtre.
Au sein de la Fondation, est constitué un « Comité d'attribution » du prix. Ce Comité doit être composé exclusivement de membres de l'Association des amis de l'Institut du Christ Roi. Or, on ne voit pas que l'appartenance à l'Institut du Christ Roi Souverain prêtre confère quelque compétence que ce soit pour juger des mérites de tel ou tel chercheur en botanique.
C'est probablement cela qui explique que ce prix triennal n'ait jamais été attribué ou décerné une seule fois depuis cette date, malgré la somme importante apportée en dotation par la fondatrice.
D'autre part, la famille Blanquet a intenté un procès contre l'Institut, pour contester le legs.

### Sources et bibliographie
- O. de Bolos, Josias Braun-Blanquet, Coire 1884 - Montpellier 1980, in Vegetatio, 1982, no 48, p. 193-196